# P16
El inhibidor 2A de quinasa dependiente de ciclina, también denominado CDKN2A o p16 es una proteína supresora de tumores codificada en humanos por el gen CDKN2A. p16 tiene un papel importante en la regulación del ciclo celular. Las mutaciones en p16 aumentan el riesgo de desarrollar diversos cánceres, especialmente melanomas.

## Función
El gen CDKN2A genera diversas variantes transcripcionales que difieren en sus primeros exones. Se han descrito al menos tres transcritos diferentes que codifican distintas isoformas de la proteína p16, dos de los cuales se sabe que actúan como inhibidores de la quinasa dependiente de ciclina 4 (Cdk4). El otro transcrito incluye un primer exón alternativo situado 20 kilobases corriente arriba respecto del resto del gen. Este transcrito contiene un marco abierto de lectura alternativo (p14arf) que codifica una proteína no relacionada estructuralmente con las otras isoformas. Este producto génico funciona como un estabilizador de la proteína supresora de tumores p53 cuando interacciona y secuestra a Mdm2, una proteína responsable de la degradación de p53. A pesar de las diferencias estructurales y funcionales, las isoformas inhibidoras de Cdk y el producto génico alternativo de este gen, por medio de sus papeles como reguladores de Cdk4 y p53 en la progresión del ciclo celular, comparten una funcionalidad común en el control de la fase G1 del ciclo celular. Este gen se encuentra frecuentemente mutado o deleccionado en una amplia variedad de tumores, y es conocido por ser un importante gen supresor de tumores.
El aumento de la expresión de p16 cuando un organismo envejece, reduce la proliferación de células madre. Esta reducción en la división y producción de células madre ejerce de protección contra el cáncer mientras incrementa los riesgos asociados con la senescencia celular.

## Importancia clínica
Se han asociado mutaciones del gen CDKN2A con el incremento del riesgo de padecer una serie de cánceres y de hecho, se han observado frecuentemente alteraciones de este gen en líneas celulares cancerígenas. Entre los ejemplos descritos cabe destacar:
- Cáncer de páncreas: a menudo está asociado con mutaciones en el gen CDKN2A.[8][9][10]
- Deleción homocigota de p16: esta deleción puede encontrarse frecuentemente en líneas celulares de cáncer de esófago y de cáncer de estómago.[11]

La concentración de p16INK4a aumenta drásticamente con el envejecimiento de los tejidos. Por ello, p16INK4a podría ser usado como un test de sangre que midiera cómo de rápido están envejeciendo los tejidos del cuerpo a nivel molecular.

## Interacciones
La proteína p16 ha demostrado ser capaz de interaccionar con:
- SERTAD1[13][14]
- CCNG1[15]
- DAXX[16]
- p53[17][18][19]
- E4F1[18]
- Cdk4[20][21][13][14][22][23]
- Cdk6[21][24][25]
- Mdm2[17][19][26][27][16]
- RPL11[17]
- PPP1R9B[28]

## Longevidad
CDKN2A/B ha sido previamente asociado en otros estudios de análisis genómico con la esperanza de vida parental y con el desarrollo de algunas enfermedades debidas a la edad. 
La variante asociada a la longevidad identificada fue rs1556516 y está también asociada a una menor probabilidad de desarrollar enfermedades cardiovasculares, como la enfermedad de arterias coronarias. Aunque esta asociación todavía no está  muy clara debido a que las variantes del gen mencionado están asociadas a la senescencia celular y por tanto, envejecimiento.